# Mammoetsteppe
De mammoetsteppe of steppetoendra was een bijzondere vorm van steppe die tijdens de koude periodes van het Pleistoceen, met name het Saalien en Weichselien, verspreid was over een groot deel van het noorden van Eurazië, van Midden-Europa tot Oost-Azië, maar ook in Noord-Amerika. Recente studies tonen in tegenstelling tot de grassteppe het beeld van een kruidrijke vegetatie.
De grootschalige vorming van landijs en de daaruit voortvloeiende terugtrekking van de zeeën had een droog landklimaat tot gevolg. Door de schurende werking van gletsjers en de daaropvolgende deflatie ontstond tevens een fijne stof welke door de wind in uitgestrekte gebieden als een leemlaag werd afgezet, vooral langs seizoensafhankelijk droge rivierbeddingen. Dit waren ideale omstandigheden voor de ontwikkeling van de mammoetsteppe, een steppevorm waarin steppe- en toendravegetatie zich vermengden. 

## Flora
Het landschap was vrijwel boomloos. Tot de overheersende plantensoorten behoorden grassen, zegge, kruidachtige planten, dwergberk en poolwilg. Vanwege dit mengsel wordt de mammoetsteppe vaak met de huidige toendra vergeleken, maar dit is slechts gedeeltelijk juist. Een belangrijk verschil was de andere positie van de zon en de daarmee verband houdende seizoensgebonden cycli. In grote delen van de mammoetsteppe heersten lichtomstandigheden van de gematigde breedten, welke verschilden van de noordelijke toendra met haar uitgesproken polaire zomers en winters. Hierdoor ontstond een soortenrijke en vooral voedselrijke vegetatie, welke ook profiteerde van de door de nabijgelegen gletsjers veroorzaakte hogedrukgebieden en relatief hoog aantal zonuren. Recente studies op basis van pollenonderzoek van de permafrost tonen dat kruidachtige planten tijdens de laatste ijstijd tot 63% van de flora innamen: karakteristiek waren onder anderen weegbree, bijvoet en chrysanthemum. Daarentegen namen de grassen slechts ongeveer 27% in.

## Fauna
De fauna van deze steppe omvatte naast het dier waarnaar het vernoemd is, de wolharige mammoet (Mammuthus primigenius), andere grote zoogdieren zoals de wolharige neushoorn (Coelodonta antiquitatis), de muskusos (Ovibos moschatus), het rendier (Rangifer tarandus), de saiga (Saiga tatarica), maar ook de uitgestorven steppenwisent (Bison priscus) en wilde paarden van de ondersoort Equus ferus lenensis.
De grote dieren voedden zich niet alleen met grassen, maar ook met de kruidachtige planten. Dit werd aangetoond op basis van de maaginhoud van karkassen uit de permafrost, zoals de in 2007 in de buurt van de Kolyma in Siberië ontdekte ijsmummie van een wolharige neushoorn, welke voor meer dan 52% uit resten van kruidachtige gewassen bestond.

## Vergelijking met huidige biotopen
Onder de huidige biotopen bestaat geen directe analogie met de mammoetsteppe. Het dichstbij komen de boomloze hoge bergketens, zoals de alpenweiden of de dalen van het Centraal-Aziatische hooggebergte.
Niet duidelijk is of deze specifieke biotoop gecreëerd werd door de begrazingsactiviteiten van deze grote herbivoren en verdween doordat de dieren uitstierven, of dat omgekeerd het verdwijnen ervan er toe leidde dat de grote zoogdieren uitstierven. Een project dat zou kunnen helpen om dit probleem te verduidelijken wordt uitgevoerd in het noordoosten van Siberië in de vorm van een Pleistoceen Park. Hier probeert men de toendra door begrazing met grote grazers in een mammoetsteppe te veranderen.

## Aanwezigheid van de mens
Menselijke aanwezigheid is ten westen van de Oeral al vanaf het Midden-paleolithicum aangetoond. De neanderthaler jaagde al op mammoeten, zoals de (late) vindplaats Byzovaja in het noorden van Rusland aantoont. De situatie oostelijk van de Oeral is minder duidelijk. In ieder geval vanaf het Laat-paleolithicum was de anatomisch moderne mens hier aanwezig, zoals aangetoond door het dijbeen van Oest-Isjim en de Malta-Boeretcultuur.
De mens werd geconfronteerd met de noodzaak zich aan te passen. De wintertemperatuur lag gemiddeld bij -20 tot -30°C terwijl brandstof en schuilplaatsen schaars waren. Men reisde te voet en was afhankelijk van de jacht op zeer mobiele kuddes. Deze uitdagingen werden overwonnen door technologische innovaties zoals op maat gemaakte kleding uit de huid van pelsdieren, de bouw van schuilplaatsen met haarden, waarbij botten als brandstof werden gebruikt, en het graven van "ijskelders" voor de opslag van vlees en botten in de permafrost.